# ZNF121
ZNF121 (англ. Zinc finger protein 121) – білок, який кодується однойменним геном, розташованим у людей на короткому плечі 19-ї хромосоми. Довжина поліпептидного ланцюга білка становить 390 амінокислот, а молекулярна маса — 44 694.
| 10         |  | 20         |  | 30         |  | 40         |  | 50         |
| ---------- |  | ---------- |  | ---------- |  | ---------- |  | ---------- |
| MAEIHNGGEL |  | CDFMENGEIF |  | SEHSCLNAHM |  | GTENTGDTYD |  | CDEYGENFPM |
| LHNSAPAGET |  | LSVLNQCRKA |  | FSLPPNVHQR |  | TWIGDKSFEY |  | SDCEEAFVDQ |
| SHLQANRITH |  | NGETLYEQKQ |  | CGRAFTYSTS |  | HAVSVKMHTV |  | EKPYECKECG |
| KFFRYSSYLN |  | SHMRTHTGEK |  | PYECKECGKC |  | FTVSSHLVEH |  | VRIHTGEKPY |
| QCKECGRAFA |  | GRSGLTKHVR |  | IHTGEKPYEC |  | NECGKAYNRF |  | YLLTEHFKTH |
| TEEKPFECKV |  | CGKSFRSSSC |  | LKNHFRIHTG |  | IKPYKCKECG |  | KAFTVSSSLH |
| NHVKIHTGEK |  | PYECKDCGKA |  | FATSSQLIEH |  | IRTHTGEKPY |  | ICKECGKTFR |
| ASSHLQKHVR |  | IHTGEKPYIC |  | NECGKAYNRF |  | YLLTKHLKTH |  |            |

A: Аланін

C: Цистеїн

D: Аспарагінова кислота

E: Глутамінова кислота

F: Фенілаланін

G: Гліцин

H: Гістидин

I: Ізолейцин

K: Лізин

L: Лейцин

M: Метіонін

N: Аспарагін

P: Пролін

Q: Глутамін

R: Аргінін

S: Серин

T: Треонін

V: Валін

W: Триптофан

Задіяний у таких біологічних процесах, як транскрипція, регуляція транскрипції. 
Білок має сайт для зв'язування з іонами металів, іоном цинку, ДНК. 
Локалізований у ядрі.